# Somerset Lloyd-James
Somerset Lloyd-James (1927 - 72) är en av de genomgående karaktärerna i Simon Ravens romansvit Alms for Oblivion. Allt som allt figurerar han som huvudperson eller bifigur i sju av de tio romanerna, även om han avlider i den nionde. 

## Fiktiv biografi
Somerset Lloyd-James kom från en ganska fin familj men hans mor, som hade socialistiska böjelser, försökte förgäves få honom att ta till sig hennes värderingar vilket gick bra ända tills han började skolan 1939. Innan dess hade han undervisats hemma. 
Då romansviten börjar 1945 är Somerset Lloyd-James en blek och sjuklig pojke med dålig hy (något som kommer att förfölja honom hela livet). Kamratkretsen tar honom inte riktigt på allvar men han förklarar vid ett tillfälle i Fielding Gray (som utspelar sig sommaren 1945) att han har ambitioner och bör behandlas med mer respekt. Den lätt frånstötande men synnerligen ambitiöse Lloyd-James påminner ytligt sett om Anthony Powells figur Kenneth Widmerpool. Långt senare reflekterar några av hans vänner från den tiden om huruvida han verkligen var så sjuklig som han gav sken av eller utnyttjade detta för att slippa en del fysiska övningar. 
En till synes obetydlig händelse sommaren 1945 kommer att få konsekvenser för Lloyd-James 27 år senare. Det handlar om en blöt fest, där bland andra Peter Morrison, Fielding Gray och andra i kamratkretsen deltar. Den snåle Lloyd-James, som bjuder de övriga, har emellertid köpt ganska usel alkohol och festen slutar med att han själv kräks och slocknar. De andra avlägsnar sig diskret sedan de sett till honom. När han sedan vaknar lägger han, fortfarande av snålhet, fram en halfcrown till städerskan trots att fem shilling är det vedertagna. Han går sedan och lägger sig men väcks av den ilskna städerskan som vill ha mer pengar. Lloyd-James försöker tala med henne och då det ena leder till det andra slutar det med att de har sex. Städerskan blir även gravid, något som Lloyd-James inte har en aning om. 
Långt senare berättas om hur Lloyd-James 1948 blivit belönad för en essä genom att troligen plagiera ett annat verk på ett listigt vis. Bland andra Roger Constable skildrar denna historia. Nästa gång läsaren möter Lloyd-James är först 10 år senare då han, tjock och flintskallig (och med samma usla hy), börjat komma sig upp och blivit chefredaktör för tidningen Strix (skildrat i The Rich Pay Late. Sexuellt är Lloyd-James något abnorm men besöker regelbundet en prostituerad, Maisie Malcolm, vilken han förblir trogen till sin död. Överlag verkar denne fysiskt ganska oattraktive man väldigt viril och har en viss dragningskraft på kvinnor. Han är även en ganska religiös man, på sitt sätt, vilken har för vanan att i en slags dialog med sig (eller gud) nedteckna vissa av sina resonemang som han sedan undertecknar med jesuiternas slogan "Ad Maiorem Dei Gloriam" ("gud till större ära"). Han ser dock alltid till att förstöra sådana anteckningar. 
1959 lyckas Lloyd-James bli vald till parlamentsledamot och har även använt sig av utpressning för att förmå tories att stöda hans kandidatur. Partiet finner emellertid att han kan tjäna deras syften väl även utan utpressning varvid han alltså vinner hederligt. Under 60-talet blir han mer och mer lierad med Lord Canteloupe och når höjdpunkten i sin karriär då han blir undersekreterare åt Canteloupe då denne blir handelsminister i och med den konservativa segern 1970. 
Emellertid hinner hans förflutna ifatt honom då kvinnan han gjorde gravid 1945 skriver och ber om hjälp eftersom hon är änka och lever i små omständigheter. Mötet med en son som dragits in i kriminalitet och därefter blivit både fysiskt och mentalt vanställd efter ett försökt att undfly polisen blir en knäck för Lloyd-James. Efter att ha sett ett slags guds grymma hand bakom det hela åker han hem och tar livet av sig genom att öppna pulsådrorna i sitt badkar om morgonen 10 maj 1972. Orsakerna bakom hans död utreds därefter av hans vän Kapten Detterling. Hans chef, Lord Canteloupe håller även en minneshögtid av originellt slag till hans ära. 